# 景阳什家祠堂照壁、家庙照壁
景阳什家祠堂照壁、家庙照壁，位于中华人民共和国青海省大通回族土族自治县长景阳镇什家村，为青海省市县级文物保护单位，公布日期为1990年11月28日，类型为古建筑。
景阳什家祠堂照壁、家庙照壁的历史年代为清初。